# Boimorto
Boimorto és un municipi de la província de la Corunya a Galícia. Pertany a la Comarca d'Arzúa.
| 4.044 | 4.468 | 5.477 | 3.464 | 2.486 |
| Fonts: INE i IGE (Els criteris de registre censal variaren i les dades de l'INE i de l'IGE poden no coincidir.) |       |       |       |       |

## Parròquies
| - Andabao (San Martiño) - Os Ánxeles (Santa María) - Arceo (San Vicenzo) - Boimil (San Miguel) - Boimorto (Santiago) - Brates (San Pedro) - Buazo (Santa María) | - Cardeiro (San Pedro) - Corneda (San Pedro) - Dormeá (San Cristovo) - Mercurín (San Xoán) - Rodieiros (San Simón) - Sendelle (Santa María) |